# Ібрагім Хасан аль-Асірі
Ібрагім Хасан аль-Áсірі (араб. ابراهيم حسن العسيري)
(18 квітня 1982 р.) - член Аль Каїди, який вважається одним із основних виробників вибухових пристроїв для терористичних атак цієї організації, що відзначаються особливою важкістю для виявлення і знешкодження.

## Походження
Ібрагім аль-Асірі народився в багатодітній сім'ї релігійного військовослужбовця у Ер-Ріяді 18 квітня 1982 року.
Після переселення своєї сім'ї до Мекки, він здійснив першу спробу втекти до Іраку з метою вступити до однієї із ісламістських організацій, однак був заарештований. Згодом разом із завербованим ним своїм братом Абдулою аль-Асірі, втік до Ємену та  приєднався до терористичної організації Аль Каїда.

## Діяльність у Аль Каїді
У лютому 2009 року Ібрагім аль-Асірі з'явився у саудівському переліку найнебезпечніших осіб, що підозрюються у тероризмі.
27 серпня 2009 року брат Ібрагіма Абдула став смертником підірвавши себе у офісі начальника охорони міста Джидда. Для здійснення цього терористичного акту Ібрагім сховав виготовлену ним вибухівку із тетранітропентаеритриту у прямій кишці свого брата. В результаті теракту Абдула загинув, а начальник охорони на якого здійснювався замах отримав незначні ушкодження.
Аль-Асірі вважається одним із найкращих спеціалістів з виготовлення вибухових пристроїв для терористичних атак із тетранітропентаеритриту та підозрюється у співучасті в ряді спроб підриву літаків протягом 2009-2010 років.
У березні 2011 року увійшов до американського списку розшукуваних терористів та до списку Інтерполу. 
У 2012 році секретні служби Сполучених Штатів пов'язали аль-Асірі з розробкою методів хірургічної імплантації вибухівки в тіло людини без використання металічних елементів, що дозволяє їй бути невидимою для рентгенівських променів.
Протягом 2013-2014 років з'являлись повідомлення про можливу смерть аль-Асірі в результаті атаки безпілотників та перестрілки, однак остаточного підтвердження ця інформація не отримала. У 2016 році аль-Асірі з'явився на відео, що підтвердило необґрунтованість повідомлень про його смерть. 20 серпня 2018 року чиновники Сполучених Штатів висловили впевненість, що Аль-Асрі загинув в результаті повітряного удару наприкінці 2017 року. 